# Artforum
Artforum è una rivista statunitense d'arte contemporanea. Artforum collabora con critici, professori ed artisti, ed è caratterizzata dal suo tipico formato quadrato.
Attiva dal 1962, è pubblicata dieci volte all'anno da settembre a maggio più un numero estivo.

## Storia
Artforum è stata fondata 1962 a San Francisco. La rivista dopo pochi anni si sposterà prima a Los Angeles nel 1965 per poi insediarsi definitivamente a New York nel 1967. Lo spostamento di costa coincise con un cambio di linea editoriale, passando dal supporto di un tardo Modernismo a quello per l'Arte Minimal e Concettuale, divenendo tra i principali promotori di artisti come Robert Smithson, Donald Judd, e Sol Lewitt.

## Caporedattori
- Tim Griffin (settembre 2003–attuale)
- Jack Bankowsky (settembre 1992–estate 2003)
- Ida Panicelli (marzo 1988–estate 1992)
- Ingrid Sischy (febbraio 1980–febbraio 1988)
- Joseph Masheck (marzo 1977–gennaio 1980)
- Nel febbraio 1977 Nancy Foote fu direttore editoriale senza caporedattore.
- John Coplans (gennaio 1972–gennaio 1977)
- Philip Leider (giugno 1962–dicembre 1971): lasciò la redazione alla fine dell'estate del 1971, ma il suo nome rimase sulla testata fino al dicembre dello stesso anno.

## Collaboratori
- Walter Darby Bannard
- Maurice Berger
- Yve-Alain Bois
- Dennis Cooper
- Arthur C. Danto
- John Elderfield
- Manny Farber
- Michael Fried
- RoseLee Goldberg
- Clement Greenberg
- Dave Hickey
- A. M. Homes
- Gary Indiana
- Donald Judd
- Max Kozloff
- Rosalind Krauss
- Lucy Lippard
- Greil Marcus
- Annette Michelson
- Robert Morris
- Barbara Rose
- Robert Smithson
- Amy Taubin
- Edmund White